# Bratya Daskalovi (huyện)
Bratya Daskalovi là một huyện thuộc tỉnh Stara Zagora, Bungaria. Dân số thời điểm năm 2001 là 11065 người.